# رينغ 2 (فلم)
رينغ 2 (باليابانية: リング2) ، هي فيلم ياباني من نوع مرعب، أنتجت سنة 1999م وأخرجه هيدو ناكاتا، وهي الجزء الثاني من سلسلة أفلام الرعب اليابانية.

## وصلات خارجية
- مقالات تستعمل روابط فنية بلا صلة مع ويكي بيانات
- رينغ 2 على موقع أول موفي.